# Walter Howell
Walter Neville Howell (ur. 17 grudnia 1929 w Preston) – australijski wioślarz, brązowy medalista olimpijski.
Wystąpił na igrzyskach olimpijskich w Melbourne w 1956, gdzie Australijczycy w składzie: Michael Aikman, David Boykett, Fred Benfield, Jim Howden, Garth Manton, Walter Howell, Adrian Monger, Brian Doyle i Harold Hewitt (sternik) zdobyli brązowy medal w ósemkach. W wyścigu finałowym o 4 sekundy przegrali z osadą USA i o 2,1 sekundy z osadą Kanady. Na rozgrywanych cztery lata później igrzyskach olimpijskich w Rzymie startował w dwójkach ze sternikiem, jednak odpadł w repasażach.
Na igrzyskach Imperium Brytyjskiego i Wspólnoty Brytyjskiej w Perth w 1962 zdobył złoty medal w ósemkach. W tym samym roku był piąty w tej konkurencji na mistrzostwach świata w Lucernie.
Po zakończeniu kariery był działaczem sportowym oraz trenerem wioślarstwa. Był między innymi prezydentem Bendigo Rowing Club w latach 1971-1982. W 2020 odznaczony Orderem Australii.